# Степанов Василь Павлович
Василь Павлович Степанов (1905, Костромська губернія, тепер Російська Федерація — 26 січня 1981, місто Москва, Російська Федерація) — радянський партійний діяч, головний редактор журналу «Коммунист». Кандидат у члени ЦК КПРС у 1961—1966 роках. Член Ідеологічної комісії при ЦК КПРС у 1962—1966 роках.

## Життєпис
Народився в селянській родині. Закінчив сільську школу та Костромську губернську радпартшколу.
Член ВКП(б) з 1926 року.
З 1929 року працював інструктором Буйського районного комітету ВКП(б) Костромської губернії.
У 1935 році закінчив Московський інститут історії, філософії і літератури імені Чернишевського. У 1935—1938 роках — аспірант Московського інституту історії, філософії і літератури імені Чернишевського.
У 1938—1941 роках — в апараті ЦК ВКП(б).
У 1941—1945 роках — заступник голови Комітету з радіофікації і радіомовлення при Раді народни комісарів СРСР.
У 1945 — 10 липня 1948 року — завідувач відділу кінематографії, заступник начальника Управління пропаганди і агітації ЦК ВКП(б).
Одночасно у 1946—1949 роках — головний редактор Державного літературного видавництва (Держлітвидаву).
У квітні 1949—1951 роках — заступник головного редактора, головний редактор газети «Культура и жизнь».
У 1951—1953 роках — в апараті ЦК ВКП(б) (КПРС). У 1953—1954 роках — 1-й заступник завідувача відділу зі зв'язків з іноземними комуністичним партіями ЦК КПРС. У 1954—1955 роках — завідувач відділу зі зв'язків з іноземними комуністичним партіями ЦК КПРС. У 1955 році — заступник завідувача відділу пропаганди ЦК КПРС.
У 1955—1960 роках — редактор газети «Правда». У 1961—1962 роках — заступник головного редактора газети «Правда».
У 1962—1965 роках — головний редактор журналу «Коммунист». У 1965—1981 роках — член редакційної колегії журналу «Коммунист».
З 1966 року — персональний пенсіонер у місті Москві.

## Нагороди
- орден Леніна
- три ордени Трудового Червоного Прапора
- медалі
- Заслужений працівник культури Російської РФСР (1975)